# Как трусливый Роберт Форд убил Джесси Джеймса
«Как трусливый Роберт Форд убил Джесси Джеймса» (англ. The Assassination of Jesse James by the Coward Robert Ford) — биографический вестерн по мотивам одноимённого исторического романа Рона Хансена, снятый режиссёром Эндрю Домиником в 2007 году.
Главные роли исполняют Брэд Питт, Кейси Аффлек и Сэм Рокуэлл. Один из авторов саундтрека к фильму — рок-музыкант Ник Кейв. Он появляется в фильме в эпизодической роли человека, исполняющего в баре песню The Ballad of Jesse James. Одним из продюсеров фильма выступил Ридли Скотт.
Фильм-участник основной конкурсной программы Венецианского кинофестиваля, где Питт был удостоен кубка Вольпи за лучшую мужскую роль. Две номинации на премию «Оскар»: лучшая мужская роль второго плана (Аффлек) и лучшая операторская работа (Роджер Дикинс).

## Сюжет
История известного преступника Америки времён Дикого Запада. Дерзкий и непредсказуемый Джесси Джеймс — легендарный налётчик и грабитель штата Миссури. Он всегда тщательно планирует свои нападения и ведёт войну с теми, кто представляет опасность для него или его семьи. В 1881 году в ряды банды Джеймса вступает Роберт Форд.
Роберт — ярый поклонник Джеймса, но чем больше он находится рядом с ним, тем необратимее он меняет своё отношение к теперь уже бывшему кумиру. Овеянный славой газетных криминальных статей, Джесси Джеймс всё больше предстаёт американским Робин Гудом в глазах социально угнетаемых классов, что сильно не соответствует истине. Роберт Форд, идеализировавший Джеймса, видит истинное лицо самого разыскиваемого преступника Америки тех времён. Это жестокий до садизма человек, убивающий не только по необходимости, но и ради собственного удовольствия. Он легко жертвует своими сообщниками ради спасения собственной жизни.
Постоянно перемещаясь с места на место, Джесси Джеймс уходит от преследования полиции и агентов Алана Пинкертона. Но мест, где он может скрыться, хотя бы ненадолго, становится всё меньше. Хуже всего то, что Джесси Джеймс впадает в паранойю и начинает видеть предательство в каждом из бывших сообщников. Достаточно неосторожного слова или даже взгляда, чтобы Джеймс убил заподозренного им человека.
Роберт и Чарли Форды понимают, что при таком развитии событий их смерть от рук Джесси Джеймса — лишь вопрос времени. Роберт Форд, который никогда не отличался смелостью, ради славы, вознаграждения и выживания себя и брата решается на сотрудничество с полицией.
Постепенно в банде остаются только сам Джеймс и братья Форды. С ними Джесси планирует совершить многочисленные ограбления, в том числе банка в Плэтт-Сити. Утром 3 апреля 1882 года Джесси узнаёт из газеты, что Дик Лиддил, один из организаторов предательства Джеймса, арестован и уже дал показания. Братья понимают, что живыми им дом Джесси не покинуть, и Роберт убивает его выстрелом в затылок.
После устранения Джеймса братья становятся всеамериканскими знаменитостями, даже выступают в собственном спектакле, детально воспроизводящем преступление, совершенное ими. После этого Роберта начинают презирать и считать трусом. В мае 1884 года Чарли от безысходности заканчивает жизнь самоубийством. Роба же убивают в собственном баре в Криде в июне 1892 года.

## В ролях

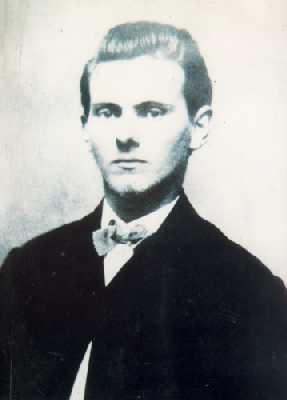
Настоящий Джесси Джеймс

| Актёр             | Роль            |
| ----------------- | --------------- |
| Брэд Питт         | Джесси Джеймс   |
| Кейси Аффлек      | Роберт Форд     |
| Сэм Рокуэлл       | Чарли Форд      |
| Пол Шнайдер       | Дик Лиддил      |
| Джереми Реннер    | Вуд Хайт        |
| Сэм Шепард        | Фрэнк Джеймс    |
| Мэри-Луиз Паркер  | Зерельда Джеймс |
| Гаррет Диллахант  | Эд Миллер       |
| Элисон Эллиотт    | Марта Болтон    |
| Зоуи Дешанель     | Дороти Эванс    |
| Бруклин Пру       | Мэри Джеймс     |
| Дастин Боллинджер | Тим Джеймс      |
| Майкл Паркс       | Генри Крейг     |

## Награды и номинации
- 2008 — две номинации на премию «Оскар»: лучшая мужская роль второго плана (Кейси Аффлек), лучшая операторская работа (Роджер Дикинс)
- 2008 — номинация на премию «Золотой глобус» за лучшую мужскую роль второго плана (Кейси Аффлек)
- 2008 — номинация на премию Гильдии киноактёров США за лучшую мужскую роль второго плана (Кейси Аффлек)
- 2007 — премия «Спутник» за лучшую мужскую роль второго плана (Кейси Аффлек), а также три номинации: лучшая музыка к фильму (Ник Кейв), лучшая операторская работа (Роджер Дикинс), лучшая работа художника-постановщика (Патрисия Норрис, Мартин Гендрон, Трой Сайзмор)
- 2007 — премия Национального совета кинокритиков США за лучшую мужскую роль второго плана (Кейси Аффлек), а также попадание в десятку лучших фильмов года
- 2007 — Кубок Вольпи Венецианского кинофестиваля за лучшую мужскую роль (Брэд Питт), а также номинация на «Золотого льва» (Эндрю Доминик)

## Критика
На сайте-агрегаторе Rotten Tomatoes фильм имеет рейтинг 77 % на основании 175 отзывов.
Некоторые критики отмечают, что картина содержит в себе элементы жанра «ревизионистского вестерна» (также известного как «антивестерн» или «поствестерн»). Так, поведение Роберта Форда в некоторых сценах намекает на его подавленное эротическое чувство к Джесси Джеймсу. Кроме того, фильм трактует поведение самого Джеймса в таком ключе, как если бы он сам подталкивал Форда к идее покушения и в результате сделал все, чтобы оно произошло в том виде, как этого хотелось бы самому Джеймсу, выступающему в роли своеобразного режиссёра собственной гибели.